# Джубіло Івата
Джубіло Івата (яп. ジュビロ磐田, Джубіло Івата) — японський футбольний клуб з міста Івата, який виступає в Джей-лізі.

## Досягнення
- Японська футбольна ліга
  -  Чемпіон (1): 1987—1988

- Джей-ліга 1
  -  Чемпіон (3): 1997, 1999, 2002
  -  Чемпіон (3): 1998, 2001, 2003

- Кубок Імператора
  -  Володар (2): 1982, 2003

- Кубок Джей-ліги
  -  Володар (2): 1998, 2010

- Суперкубок Японії
  -  Володар (3): 2000, 2003, 2004

- Кубок банку Суруга
  -  Володар (1): 2011